# Puerto de Róterdam

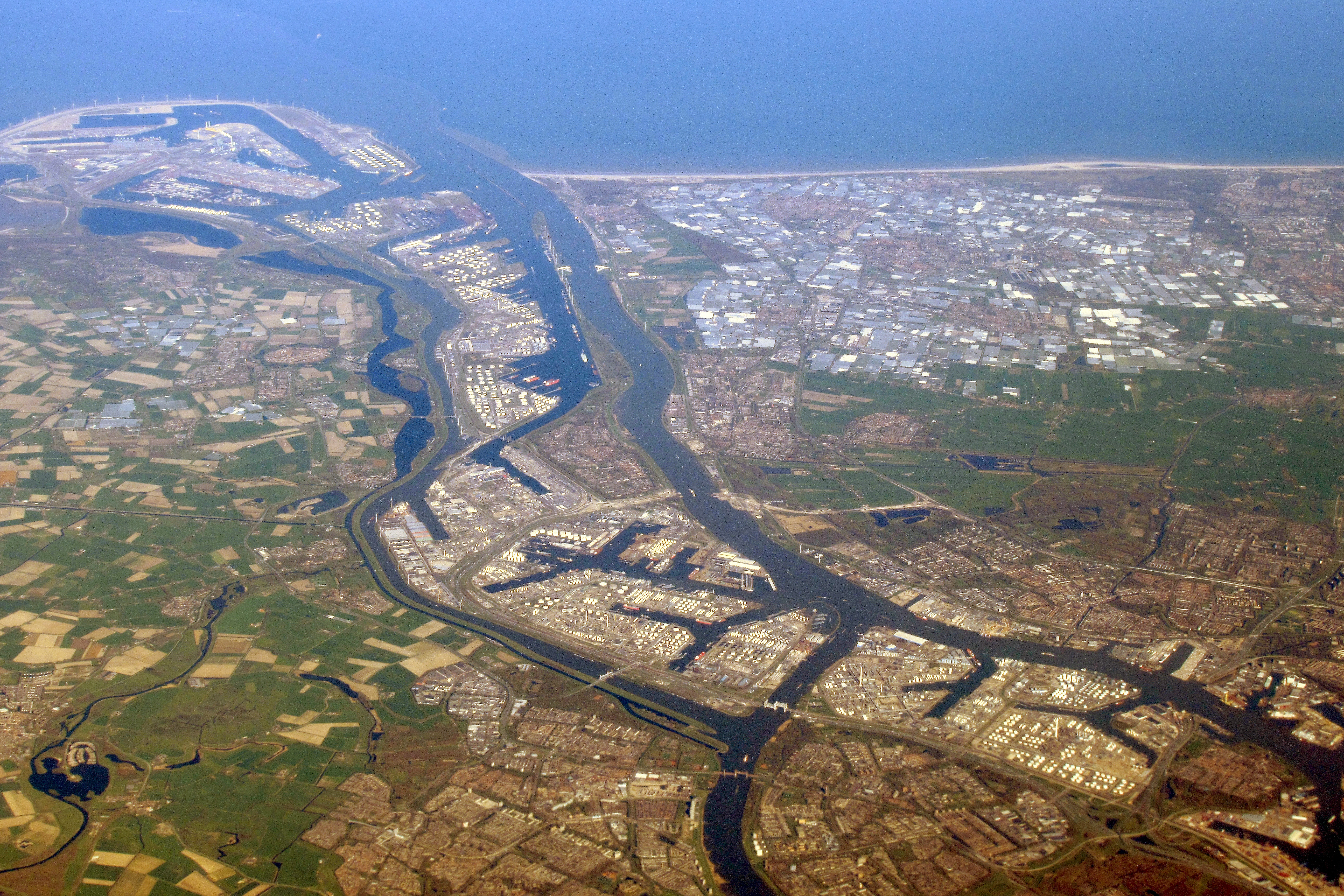
Vista aérea desde el sur

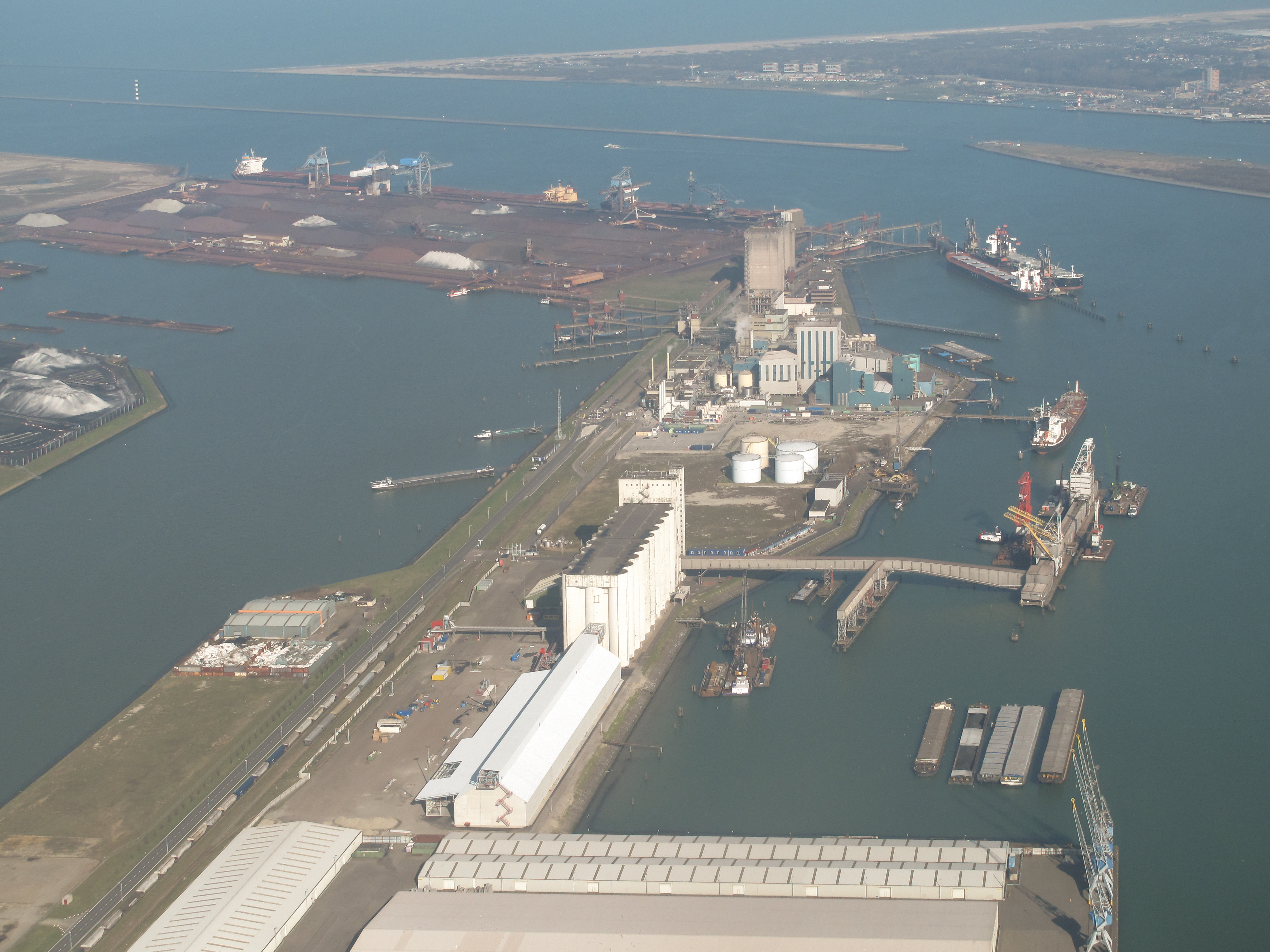
Europoort, el puerto: de Dintelhaven-Dommelhaven

El puerto de Róterdam (en neerlandés: Haven van Rotterdam) es un puerto marítimo, concretamente el más grande de Europa. Se ubica en la ciudad de Róterdam, en los Países Bajos. Desde 1962 hasta 2004 fue el puerto más activo del mundo, si bien actualmente es superado por el puerto de Singapur y luego por el de Shanghái. En 2011, Róterdam fue el undécimo puerto de contenedores más grande en término de unidades equivalentes a veinte pies (TEU) manipuladas (2009: décimo; 2008: noveno, 2006: sexto). En 2012, fue el sexto puerto más grande en términos de toneladas de carga.
Cubriendo una superficie de 105 km², el puerto de Róterdam se extiende a una distancia de 40 kilómetros. Se compone del área portuaria perteneciente al casco histórico, incluyendo Delfshaven; el complejo Maashaven-Rijnhaven-Feijenoord; los puertos alrededor de Nieuw-Mathenesse; Waalhaven; Vondelingenplaat; Eemhaven; Botlek; Europoort, situado a través del canal Caland, Nieuwe Waterweg y Scheur (estas dos últimas son continuaciones del Nuevo Mosa); y la zona recuperada de Maasvlakte, que se proyecta hacia el mar del Norte.
Róterdam se encuentra en una posición estratégica, un punto de confluencia del Rin/Waal y el Mosa. Esta situación ha convertido a la ciudad en un nudo de comunicaciones que canaliza el intercambio de mercancías entre Europa y el resto del mundo, mediante enlaces fluviales, de carretera y ferroviarios, y sobre todo, marítimo.

## Historia
La historia del puerto de Róterdam se remonta al siglo XIII, inicialmente concebido como un puerto de pesca. Durante los primeros siglos de existencia, las dársenas se fueron construyendo a orillas del río Nuevo Mosa Con la creación de la compañía de las Indias Orientales y el auge del Imperio holandés, de corte marítimo, fue creciendo en importancia hasta llegar a consolidarse como uno de los principales puertos a nivel mundial ya durante el XIX. La ciudad ha experimentado un gran desarrollo desde una pequeña ciudad a una gran ciudad portuario, cuyo puerto se ha ampliado. Sin embargo, todavía en el siglo XIX, las conexiones entre Róterdam y el mar del Norte eran mediocres, con un gran estuario y la zona del  delta del río con muchos canales entre ellos. Los barcos tenían que navegar alrededor de la isla de Voorne-Putten para llegar al mar. Este camino podía llevar varios días o incluso semanas.

### Nieuwe Waterweg
Durante la primera mitad del siglo XX, las actividades portuarias se trasladaron del centro hacia el oeste, hacia el mar del Norte. Para mejorar la conexión con el mar fue diseñado el «canal Nuevo», un gran canal que conectaba los ríos Rin y Meuse con el mar. El canal Nuevo se excavó parcialmente excavado, luego se profundizó el lecho del canal por el flujo natural del agua. Finalmente sin embargo, la última parte tenía que ser excavada manualmente. Desde entonces Róterdam dispone de una conexión directa con suficiente profundidad entre el mar y las zonas portuarias. Este canal ha sido profundizado multitud de ocasiones. El canal estuvo listo en 1872, lo que dio paso al desarrollo de todo tipo de actividades industriales.

### Europoort y Maasvlakte

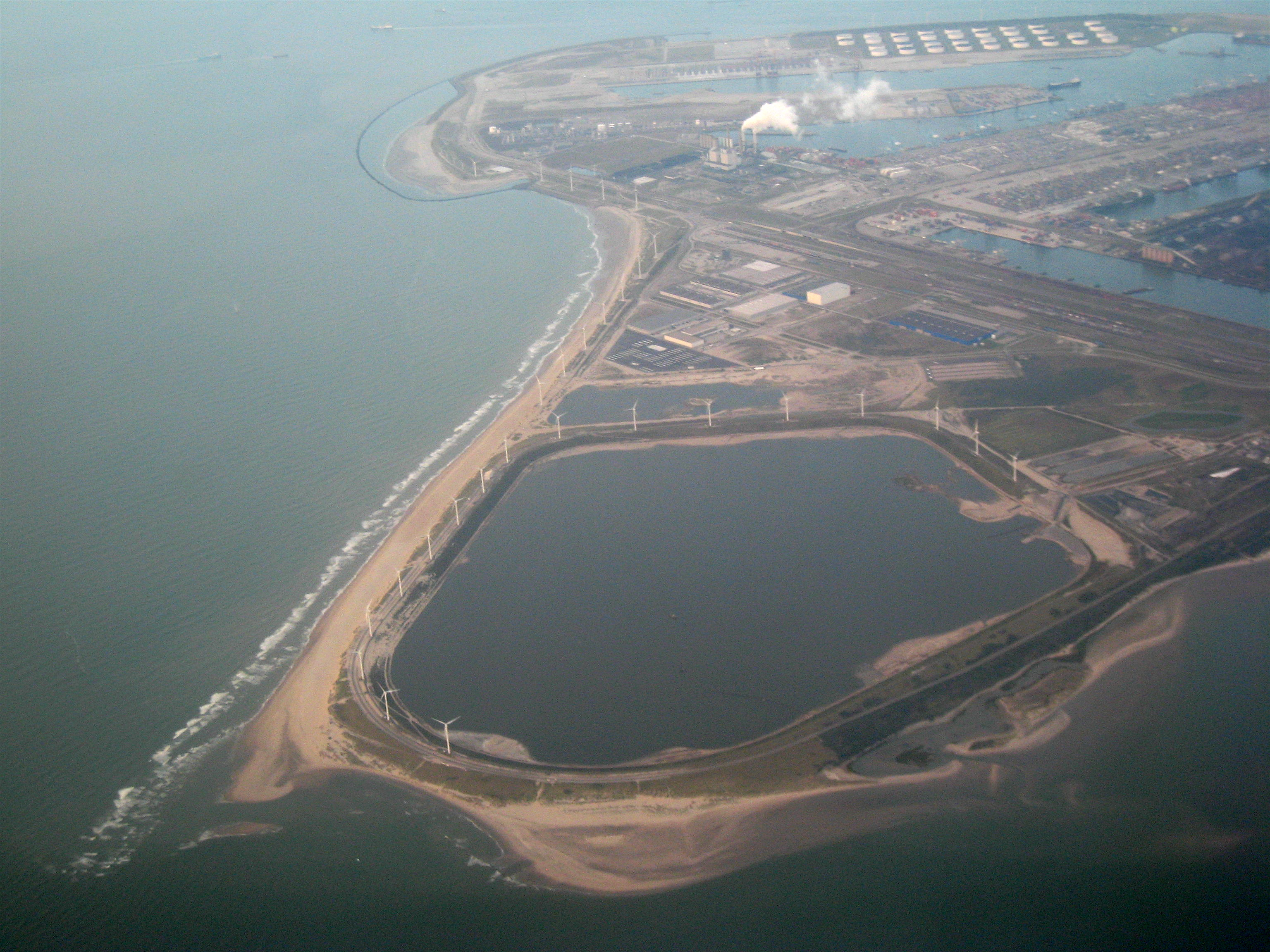
Vista aérea de Maasvlakte, una de las últimas extensiones del puerto.

Con el paso de los años el puerto fue ampliándose hacia el mar mediante la construcción de diques y dársenas. El territorio del puerto de Róterdam ha sido ampliado con la construcción del complejo Europoort a lo largo de la desembocadura del canal Nuevo. En la década de 1970, se extendió el puerto en el lado sur de la desembocadura del canal Nuevo con la construcción del Maasvlakte, que fue construido en el mar del Norte cerca de Hoek van Holland.
A partir del comienzo del siglo XXI, el paisaje industrial del puerto comenzó a cambiar debido a la introducción de gran cantidad de aerogeneradores que se habían instalado con el objetivo de aprovechar las condiciones de la costa desprotegida. En 2004, la construcción del segundo Masvlakte recibió la aprobación inicial, pero el Consejo de Estado detuvo el proyecto en 2005 porque los planes no tenían suficientemente en cuenta el impacto ambiental. Sin embargo, el 10 de octubre de 2006 se consiguió la aprobación para comenzar su construcción en 2008, con el propósito de atracar el primer barco en 2013.